# B. Bumble and the Stingers
B. Bumble and the Stingers foi um conjunto instrumental americano formado no começo da década de 1960 que especializou-se em fazer arranjos rock and roll de melodias clássicas. Entre seus maiores sucessos estão os singles "Bumble Boogie" e "Nut Rocker", que alcançaram a primeira colocação das paradas musicais britânicas em 1962. As gravações foram feitas por músicos de sessão na Rendezvous Records em Los Angeles, e após o êxito das mesmas uma banda itinerante foi formada para as apresentações ao vivo.